# Neriglissar
Neriglissar of Nergal-šar-usur geschreven als mdNergal-šarra-úṣur was koning van Babylon van 560 tot 556 v.Chr., behorende tot de 11e dynastie.
Hij was de schoonzoon van Nebukadnezar II en was aanwezig bij de verovering en verwoesting van Jeruzalem in 587. Hij zette Nebukadnezars zoon en opvolger, Amel-marduk, af en volgde hem op als koning. Hij wist het rijk uit te breiden met Cilicië. In een Babylonische kroniek wordt de oorlog in het westen beschreven in de periode 557/556. De kroniek van het derde jaar van Neriglissar vermeldt:

Jaar drie. ... Appuashu, de koning van Pirindu bracht zijn grote leger op de been en trok op om Syrië te plunderen en verwoesten. Neriglissar bracht zijn leger op de been en marcheerde naar Hume om hem weerstand te bieden. Toen Neriglissar hem trof, versloeg hij hem en overmeesterde het grote leger. Hij nam zijn leger gevangen en talrijke paarden. Appuashu achtervolgde hij over een afstand van vijftien dubbeluren gaans door moeilijk bergachtige terrein waar mannen in een enkele rij moeten lopen, tot aan Ura zijn koninklijke stad. Hij [...], nam Ura in en plunderde het.
....
Toen hij een afstand van zes dubbeluren gaans door ruig gebergte en over moeilijke passen gemarcheerd was van Ura naar Kirshi de koninklijke stad van zijn vaderen, nam hij Kirshi in, de machtige stad, zijn koninklijke metropool. Hij verbrandde de stadsmuur, het paleis en de bevolking. Pitusu, een berg die midden in de zee ligt en 6000 troepen die er gelegerd waren, nam hij door middel van boten. Hij verwoestte hun stad en nam hun bevolking gevangen. In datzelfde jaar begon hij branden van de pas van Sallune tot de grens van Lydië. Appuashu vluchtte, zoadat hij hem niet gevangen kon nemen. In de maand Adar ging de koning van Akkad naar huis.

Hij werd opgevolgd door zijn nog jonge zoon Labashi-marduk, die slechts twee maanden zou regeren.

## Referentie
- Michael Roaf, Cultural atlas of Mesopotamia and the Ancient Near East, London, 1996. ISBN 0816022186